# أرييل هيرنانديز
أرييل هيرنانديز (مواليد 8 أبريل 1972) هو ملاكم كوبي، مثّل بلاده في الألعاب الأولمبية الصيفية في دورتي 1992 و1996.

## وصلات خارجية
أرييل هيرنانديز على موقع اللجنة الأولمبية الدولية (الإنجليزية)
- أرييل هيرنانديز على موقع أوليمبيديا (الإنجليزية)